# Liste der Geotope im Kreis Stormarn
Diese sortierbare Liste enthält die Geotope des Kreises Stormarn in Schleswig-Holstein. Sie enthält die amtlichen Bezeichnungen für Namen und Nummern sowie deren geographische Lage (Stand 2015).
| Geotop-Nummer | Objektnummer Geotop-Potentialgebiet | Name                                                                                       | Geotoptyp                          | Gemeinde/Stadt        | Koordinaten                   | Bild                           | Bemerkung                                                                          |
| ------------- | ----------------------------------- | ------------------------------------------------------------------------------------------ | ---------------------------------- | --------------------- | ----------------------------- | ------------------------------ | ---------------------------------------------------------------------------------- |
|               | Dr 002                              | Drumlinlandschaft bei Bad Oldesloe/Rethwischhof                                            | Drumlin, drumlinisierte Landschaft |                       | 53° 47′ 40″ N, 10° 24′ 2″ O   |                                |                                                                                    |
|               | Dr 005                              | Drumlins im Travetal (7 Einzelflächen)                                                     | Drumlin, drumlinisierte Landschaft |                       |                               |                                |                                                                                    |
|               | Fl 001                              | Grander (Rausdorfer) Sander (3 Einzelflächen)                                              | Glazigenes Flächenelement          |                       | 53° 35′ 23″ N, 10° 20′ 12″ O  |                                |                                                                                    |
| Hy 003        |                                     | Salzmoore Travetal und Heilsau                                                             | Quelle, Quellform                  |                       | 53° 53′ 47″ N, 10° 35′ 10″ O  |                                |                                                                                    |
| Qp 007        |                                     | Saale-Komplex/Weichsel-Kaltzeit: Klingberg                                                 | Aufschluss                         | Grabau                | 53° 49′ 10″ N, 10° 15′ 3″ O   |                                |                                                                                    |
| Qp 008        |                                     | Saale-Komplex: Fossiler Saale-Drumlin Stemwarde                                            | Aufschluss                         |                       | 53° 33′ 51″ N, 10° 14′ 37″ O  |                                |                                                                                    |
| Qp 014        |                                     | Eem-Warmzeit: Quartär – Aufschluss südwestlich von Wilstedt                                | Aufschluss                         |                       | 53° 42′ 57″ N, 10° 1′ 54″ O   |                                |                                                                                    |
| Qp 022        |                                     | Weichsel-Kaltzeit: Typlokalität Meiendorf-Interstadial                                     | Aufschluss                         |                       | 53° 37′ 16″ N, 10° 11′ 7″ O   |                                |                                                                                    |
| Qp 029        |                                     | Weichsel-Kaltzeit: Pingo – ähnliche Struktur bei Ahrensfelde                               | Aufschluss                         |                       | 53° 45′ 56″ N, 10° 30′ 32″ O  |                                |                                                                                    |
|               | Mo 006                              | Hahnheide                                                                                  | Moräne                             | Trittau               | 53° 37′ 0″ N, 10° 27′ 0″ O    | Hahnheide                      |                                                                                    |
| Mo 031        |                                     | Weichsel-Kaltzeit: Wartenberge mit Geschieben der Ahrensburger Geschiebesippe              | Moräne                             |                       | Koordinaten fehlen! Hilf mit. |                                |                                                                                    |
|               | Mo 032                              | Stauchmoränen Bocksberg – Schübarg – Höhenzug                                              | Moräne                             | Ahrensburg, Ammersbek | 53° 41′ 15″ N, 10° 10′ 31″ O  | Schübarg                       |                                                                                    |
|               | Mr 003                              | Nienwohlder Moor                                                                           | Moor                               | Nienwohld, Jersbek    | 53° 47′ 38″ N, 10° 11′ 24″ O  | Nienwohlder Moor               | Das Nienwohlder Moor liegt sowohl im Kreis Segeberg, als auch im Kreis Stormarn.   |
| Mr 005        |                                     | Salzmoore Travetal (Brenner Moor) (3 Einzelflächen)                                        | Moor                               | Bad Oldesloe          | 53° 49′ 5″ N, 10° 21′ 10″ O   | NSG Brennermmor Kreis Stormarn |                                                                                    |
| Ni 001        |                                     | Niedertau- und Kames-Landschaft bei Sülfeld/Neritz                                         | Eiszerfalls – Landschaft           |                       | Koordinaten fehlen! Hilf mit. |                                |                                                                                    |
| Ni 002        |                                     | Eiszerfalls – Landschaft Lütjensee/Seebergen                                               | Eiszerfalls – Landschaft           |                       | Koordinaten fehlen! Hilf mit. |                                |                                                                                    |
| Ni 012        |                                     | Kameslandschaft bei Fahrenhorst, östlich von Elmenhorst                                    | Eiszerfalls – Landschaft           |                       | Koordinaten fehlen! Hilf mit. |                                |                                                                                    |
| Os 014        |                                     | Fragliches Os von Zarpen (3 Einzelflächen)                                                 | Os                                 |                       | Koordinaten fehlen! Hilf mit. |                                |                                                                                    |
| Os 018        |                                     | Os östlich am Lütjensee, Seebergen                                                         | Os                                 |                       | Koordinaten fehlen! Hilf mit. |                                |                                                                                    |
| Os 021        |                                     | Oser im Bereich des Ahrensburg – Stellmoorer – Tunneltales (4 Einzelflächen)               | Os                                 |                       | Koordinaten fehlen! Hilf mit. |                                |                                                                                    |
| Os 028        |                                     | Os – System im Bereich des Ahrensburg Stellmoorer Tunneltales/Vierbergen (5 Einzelflächen) | Os                                 |                       | Koordinaten fehlen! Hilf mit. |                                |                                                                                    |
| Ta 020        |                                     | Tal der Alster zwischen Ehlersberg und Wulksfelde                                          | Talform                            | Tangstedt             | 53° 44′ 43″ N, 10° 7′ 42″ O   |                                |                                                                                    |
| Ta 033        |                                     | Billetal zwischen Mühlenrade und Bergedorf                                                 | Talform                            |                       | 53° 33′ 23″ N, 10° 19′ 26″ O  |                                | Das Billetal liegt sowohl im Kreis Herzogtum Lauenburg, als auch im Kreis Stormarn |
| Ta 034        |                                     | Barnitz – Tal                                                                              | Talform                            |                       | Koordinaten fehlen! Hilf mit. |                                |                                                                                    |
| Ta 035        |                                     | Süderbeste – Tal                                                                           | Talform                            |                       | Koordinaten fehlen! Hilf mit. |                                |                                                                                    |
|               | Ta 038                              | Hangzertalung Lütjensee                                                                    | Talform                            |                       | Koordinaten fehlen! Hilf mit. |                                |                                                                                    |
|               | Ta 039                              | Trockentäler Lütjensee                                                                     | Talform                            |                       | Koordinaten fehlen! Hilf mit. |                                |                                                                                    |
|               | Tu 016                              | Stellmoorer Tunneltal                                                                      | Tunneltal                          |                       | 53° 39′ 10″ N, 10° 13′ 7″ O   |                                |                                                                                    |
|               | Tu 006                              | Großenseerinne                                                                             | Tunneltal                          |                       | Koordinaten fehlen! Hilf mit. |                                |                                                                                    |
|               | Tu 017                              | Tal der Corbek zwischen Großensee und Rausdorf                                             | Tunneltal                          | Großensee, Rausdorf   | 53° 35′ 45″ N, 10° 19′ 50″ O  |                                |                                                                                    |

## Quelle
- Geotopliste Planungsraum III. (PDF, 303 kB) Geologischer Dienst im Landesamt für Landwirtschaft, Umwelt und ländliche Räume des Landes Schleswig-Holstein, Mai 2015, abgerufen am 1. August 2015.